# HMAS LST 3022
HMAS LST 3022 – okręt desantowy czołgów, który służył w Royal Navy i Royal Australian Navy. Został zbudowany przez firmę Lithgows w Wielkiej Brytanii w czasie II wojny światowej. Zwodowany 26 stycznia 1945. Służy w Royal Navy jako HMS LST 3022 do 1 lipca 1946, gdy został przekazany Marynarce Australijskiej i włączony do służby jako HMAS "3022". Nie służył długo w Australii i został umieszczony w rezerwie w 1946. Nie został już wprowadzony do służby.
Okręt sprzedano 4 czerwca 1950 firmie R.R. Coote w celu likwidacji. Został zakupiony przez Queensland Cement & Lime Co. we wrześniu 1954. Został przerobiony na pogłębiarkę (ang. dredge) "Coral" i pozostawał w aktywnej służbie do 1977.